# Traminda acuta
Traminda acuta là một loài bướm đêm trong họ Geometridae.